# Duemilatre
Duemilatre è il quarto album studio della band Hardcore punk Skruigners.

## Tracce
1. Cosa vi aspettate? - 1.44
2. Sveglio - 2.03
3. Messa in scena - 1.03
4. Vecchio - 2.05
5. Uomo donna topo - 0.48
6. Uno - 2.03
7. Sottozero - 1.44
8. A mani vuote - 1.05
9. Dio è con noi - 0.16
10. Alla fine - 1.21
11. Una mente democratica - 1.57
12. Da dentro - 0.40
13. Piombo e neve - 1.33
14. Il mio inferno - 2.16
15. Politicancro - 2.01
16. 2003 - 7.17
17. Fantasmi (Ghost Track)